# منطقه رویشی شرق آسیا

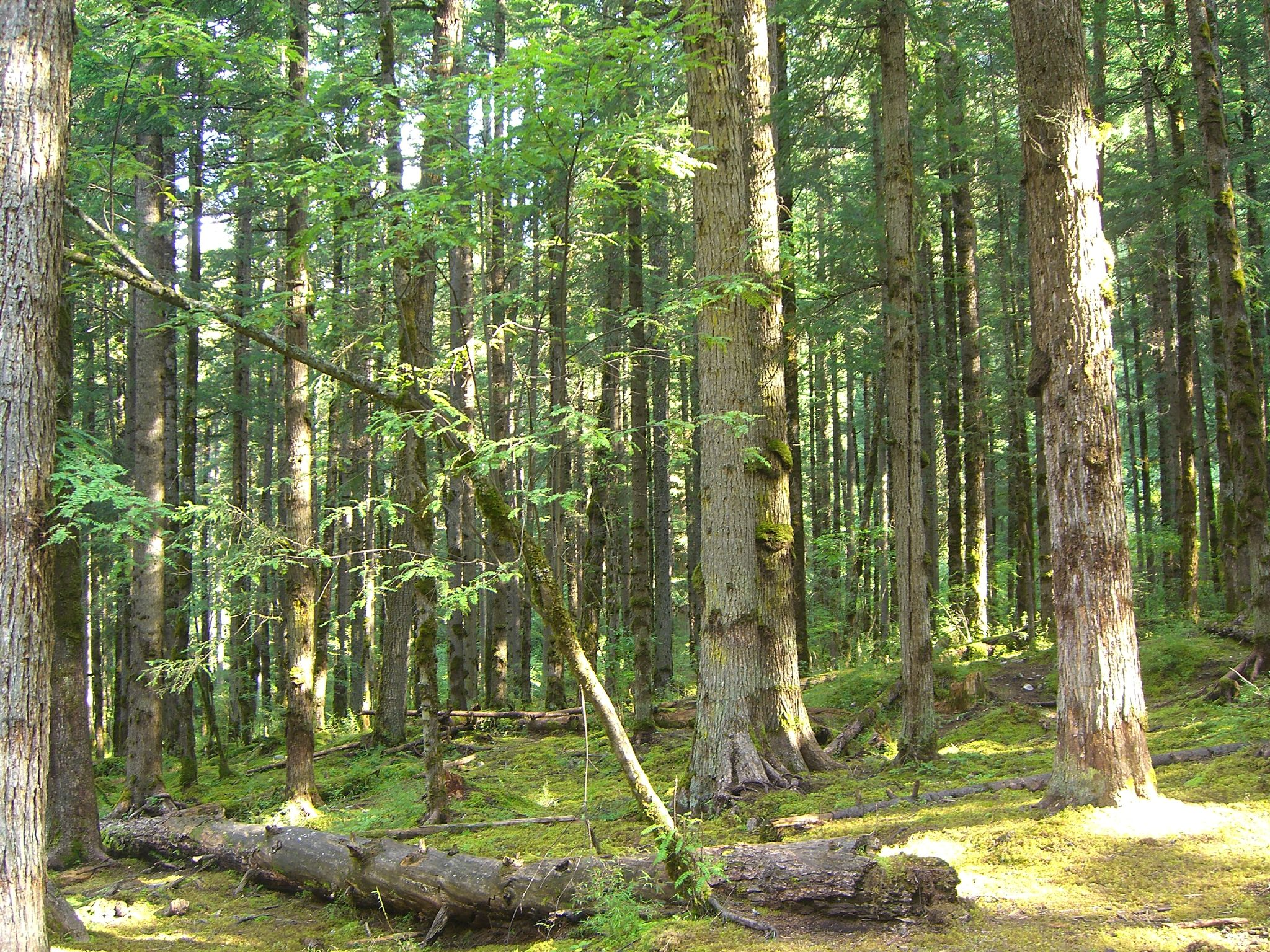
جنگلی در سیچوان

منطقه رویشی شرق آسیا (همچنین با نام‌های رویشگاه خاور آسیا (Oriasiaticum)، منطقه چین-ژاپن، منطقه شرق آسیا، منطقه معتدل شرقی نیز شناخته می‌شود) غنی‌ترین منطقه گیاگان در قلمرو همه‌شمالگان است و در منطقه معتدل شرق آسیا واقع شده‌است. این منطقه از سال ۱۸۷۲ به‌عنوان یک منطقه گیاگان طبیعی شناخته شده‌است و سپس توسط زمین‌گیاه‌شناسانی مانند لودویگ دیلز، آدولف انگلر (به عنوان منطقه معتدل شرق)، رونالد گود (به عنوان منطقه چین و ژاپن) و آرمن تختاجان مشخص شد.
منطقه رویشی شرق آسیا تحت سلطه دودمان‌های بسیار قدیمی باردانگان و خانواده‌های گیاهان چوبی است و تصور می‌شود که مهد فلور همه‌شمالگان باشد. افزون بر این، این منطقه گیاگانی به‌طور قابل توجهی در پلیستوسن یخبندان نشده بود، و بسیاری از سرده‌های بازمانده سوم (مانند Metasequoia glyptostroboides، اجدادی که زمانی در سراسر نیم‌کره شمالی تا عرض‌های جغرافیایی زیرقطبی رایج بودند)، در اینجا پناه گرفتند.